# Ковальчик Володимир Петрович
Володимир Петрович Ковальчик (нар. 7 березня 1930 — ?) — український радянський діяч, залізничник, машиніст паровозного депо залізничної станції Тернопіль Тернопільської області. Депутат Верховної Ради УРСР 5-го скликання.

## Біографія
У 1947 році закінчив семирічну школу. З 1947 року навчався у Львівському залізничному училищі, потім закінчив курси паровозних машиністів. Член ВЛКСМ.
З 1956 року — машиніст паровозного депо залізничної станції Тернопіль Тернопільської області. Очолював комсомольську паровозну бригаду.
У 1959 році закінчив вечірню школу робітничої молоді у Тернополі.
Потім — на пенсії у місті Тернополі.

## Нагороди
- медалі